# Phi Centauri
Phi Centauri (φ Centauri / φ Cen) è una stella nella costellazione del Centauro di magnitudine apparente media +3,81 distante 465 anni luce dal sistema solare. La stella fa parte dell'associazione stellare Scorpius-Centaurus e, più specificatamente, del sottogruppo Centauro superiore-Lupo.

## Osservazione
Posta alla declinazione di -42° S, è una stella dell'emisfero australe e dunque la sua osservazione è privilegiata nell'emisfero sud, nonostante essa sia visibile dall'emisfero nord fino al 47º parallelo.

## Caratteristiche fisiche
Phi Centauri è classificata come subgigante blu, di tipo spettrale B2IV; ha una massa 8,5 volte quella del Sole vicina al limite oltre il quale le stelle terminano la loro esistenza esplodendo in supernovae. Nonostante abbia un'età di nemmeno 20 milioni di anni, data la sua massa elevata, ha già terminato l'idrogeno da fondere in elio nel suo nucleo e in un futuro non troppo lontano diventerà una gigante, aumentando enormemente il suo diametro durante l'ultimo stadio della sua esistenza..